# Lucki szerződés
A lucki szerződés 1711. április 13-án  (Julián naptár szerint április 2-án)  aláírt titkos megállapodás volt I. Péter orosz cár és Dimitrie Cantemir moldvai fejedelem között.

## Keletkezése
Dimitrie Cantemir, Constantin Cantemir moldvai fejedelem fia túszként nőtt fel Konstantinápolyban; 1710. novemberében a törökök nevezték ki Moldva fejedelmévé. Mivel az volt a véleménye, hogy az Oszmán Birodalom hanyatlóban van, 1711. február végén – március elején szerződést kezdeményezett az Orosz Birodalommal. A szerződést Cantemir szövegezte meg, és titkos megbízottja, Ștefan Luca útján küldte el I. Péter orosz cárnak, aki akkor már háborúban állt a törökökkel. (A megbízott a hozzá hűségesebb kisbojársághoz tartozott.) A szerződést Luckban írták alá 1711. április 13-án (Julián naptár szerint április 2-án). A szerződés aláírói orosz részről Gavriil Golovkin, moldvai részről Procopie és Ștefan Luca kapitányok írták alá.
A titkos szerződést akkor lehetett nyilvánosságra hozni, amikor az orosz csapatok bevonultak Moldvába.

## Tartalma
A 17 cikkelyből álló szerződés a cár pártfogása alá helyezte a Moldvai Fejedelemséget, és örökletes hatalmat biztosított Dimitrie Cantemirnek, feltéve, hogy megmarad az ortodox hitben. A fejedelem teljhatalmat kapott az országban, cserében kötelezte magát, hogy támogatja az orosz cárt a törökök ellen. Az orosz csapatok háború idején átvonulhattak Moldván, és megszállhattak benne, de az orosz földesuraknak tilos volt a moldvai földvásárlás. A szerződés a két ország közötti határként a Dnyesztert jelölte meg, és előírta a törökök által elfoglalt budzsáki területek visszzaadását Moldvának. Egy esetleges török győzelem esetére a 14. cikkely előírta, hogy a fejedelem és családja menedéket és elegendő jövedelmet kap Oroszországban.

## Utóélete
1711. májusban Cantemir ismertette a nagybojárokkal a szerződést. A törökökkel szembeni árulását azzal indokolta, hogy a szultán védelmet ígért a Moldva által fizetett adóért cserébe, de ezt az ígéretét megszegte azzal, hogy erődítményeket foglalt el és beavatkozott az uralkodóválasztásba. A nagybojárok egy része, például Iordache Rosetti és Lupu Costache megfontolatlannak tartotta Cantemir politikáját, és úgy vélte, hogy az ország függetlenségére nézve az oroszok nagyobb veszélyt jelentenek, mint a törökök, ezért szabotálták a törökök elleni hadműveleteket. 1711. június 4-én, amikor az orosz hadsereg bevonult Moldvába, Cantemir kiáltványt bocsátott ki a moldvai néphez, amelyben ismertette döntése okait, és felszólította őket a törökök elleni harcra.
Az orosz és moldvai csapatok vereséget szenvedtek a törököktől az 1711. július 18-án kezdődött stănilești-i csatában. A vereséget Neagu Djuvara szerint nem a fegyverek okozták, hanem az éhség; a hadsereg ellátásáért a lucki szerződést ellenző Lupu Costache felelt. Az ütközetet követően megkötötték a pruti békeszerződést, és Dimitrie Cantemirnek megengedték, hogy családjával és mintegy ötezer fős kíséretével elvonuljon Oroszországba.
A szerződés hozzájárult ahhoz, hogy a továbbiakban a török Porta nem bízott meg a bojárok által megválasztott fejedelmekben, és a konstantinápolyi görög oligarchák közül nevezték ki őket; ezzel Moldvában 1711-től, Havasalföldön 1714-től elkezdődött az úgynevezett fanarióta korszak.